# Akira Ōsaka
Akira Ōsaka (ur. 22 maja 1991) – japoński zapaśnik walczący w stylu klasycznym. Zajął siedemnaste miejsce na mistrzostwach świata w 2014. Srebrny medalista mistrzostw Azji w 2014. Osiemnasty na Uniwersjadzie w 2013, jako zawodnik Uniwersytet Waseda w Saitamie.